# Державний гімн
Державний гімн — один з державних символів, урочистий музичний чи музично-поетичний твір, який використовується у випадках переважно передбачених соціальним законом: перш за все при громадських святкуваннях, заходах, державних святах, церемоніях та ритуалах. При його виконанні у більшості країн передбачено те, що потрібно вставати і знімати головний убір. Також поширено під час виконання гімну власної країни тримати руку на серці.[джерело?]

## Державний Гімн України
Державним Гімном України є національний гімн на слова Павла Чубинського «Ще не вмерла Україна». При його виконанні потрібно стояти струнко.